# Lasioglossum hartmanni
Lasioglossum hartmanni is een vliesvleugelig insect uit de familie Halictidae. De wetenschappelijke naam van de soort is voor het eerst geldig gepubliceerd in 1999 door Danforth & Wcislo.